# Aornos
Az Aornos egy összetett, kozmikus, apokaliptikus hangulatú black metal együttes,  Magyarország északkeleti fertályáról, miskolci székhellyel. A 2014-ben holdvilágot látott sötét, sokszor kegyetlen, de egyúttal atmoszférikus zene létrehozója a multiinstrumentalista Algras, de hosszú évek, évtizedek után a “one man band” keret 2017-ben átalakul koncertképes zenekari tagsággá.
2014 óta -amikor megjelenik az első hivatalos kiadvány- 3 teljes album és 3 EP lát holdvilágot, amelyek végig megtartják a “Szakadék legmélyét vizslató” epikus vonalat.
A szövegek igyekszenek kerülni a műfajban bevett kliséket, inkább filozófiai dimenziót próbálnak megközelíteni, néha különböző géniuszok műveire támaszkodva, pl: Nietzsche, Poe, Lovecraft, Hérakleitosz, Novalis, Jules Laforgue, Clark Ashton Smith.

## Diszkográfia

### Nagylemezek
- Orior (2014)
- Mors Sola (2016)
- The Great Scorn (2018)
- Pre Divine (2023)

### Egyebek
- Alea Iacta Est (EP, 2015)
- From the Deep (EP, 2017)
- Hymnen an die Nacht (split, 2018)
- 2014-2017 Tape Collection (Box Set, 2018)

## További információ
- Aornos a Facebookon
- Hivatalos Bandcamp profil
- https://www.instagram.com/aornosofficial/